# Arto, Sevnica
Arto este o localitate din comuna Sevnica, Slovenia, cu o populație de 393 de locuitori.